# Martyrs de Douai

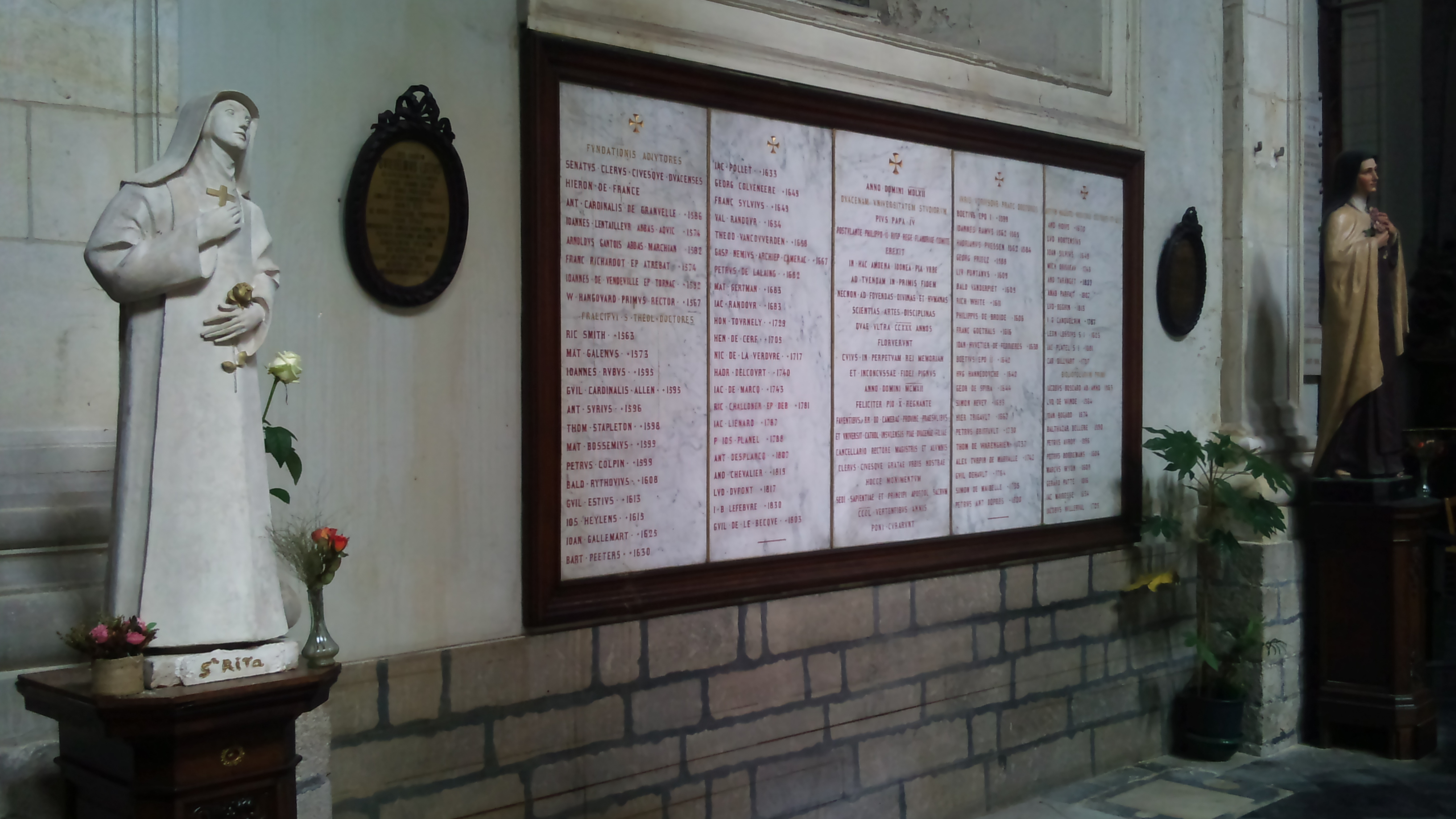
Monument commémoratif de l'université de Douai à la collégiale Saint-Pierre de Douai.

Les martyrs de Douai sont plus de 160 prêtres catholiques anglais formés soit au collège anglais de Douai, alors dans les Pays-Bas espagnols, fondé  en 1568 par le futur cardinal William Allen, soit pendant son transfert temporaire à Reims (1578-1593), et retournés clandestinement en Angleterre ou au pays de Galles.
Ces prêtres missionnaires envoyés pour exercer leur ministère auprès des catholiques existants et tenter de ramener les protestants au catholicisme étaient menacés d’arrestation, de torture et d’exécution par les autorités anglaises au nom de l'Acte de suprématie. En un peu plus d'un siècle, beaucoup d'entre eux furent martyrisés en Angleterre et au pays de Galles.
- 14 d'entre eux furent béatifiés par le pape Léon XIII le 29 décembre 1886.
- 62 d'entre eux furent béatifiés par le pape Pie XI le 4 décembre 1929.
- 56 d'entre eux encore furent béatifiés par le pape Jean-Paul II le 22 novembre 1987 et entrent dans le groupe des dits quatre-vingt-cinq martyrs d'Angleterre et de Galles.

De ces martyrs de Douai 20 furent canonisés par le pape Paul VI le 25 octobre 1970 et forment par ailleurs le groupe dit des quarante martyrs d'Angleterre et du pays de Galles.
L'Église catholique célèbre la fête de ces martyrs collectivement le 29 octobre. Ils sont aussi célébrés individuellement à la date de leur martyre. 

## Liste des martyrs

### Les bienheureux
- Alexander Crow
- Alexandre Rawlins
- Anthony Middleton
- Antony Page
- Christopher Bales
- Christopher Buxton
- Christopher Robinson
- Christopher Wharton
- Edmund Catherick
- Edmund Duke
- Edmund Sykes
- Edward Bamber
- Edward Burden
- Edward Campion
- Edward James
- Edward Jones
- Edward Morgan
- Edward Osbaldeston
- Edward Stransham
- Edward Thwing
- Édouard Waterson
- Everard Hanse
- Francis Dickenson
- Francis Ingleby
- Francis Page
- George Beesley
- George Gervase
- George Haydock
- George Napper
- George Nichols
- Henry Heath
- Hugh Green
- Hugh More
- Hugh Taylor
- James Bird
- James Claxton
- James Fenn
- James Harrison
- James Thompson
- John Adams
- John Amias
- John Bodey
- John Cornelius
- John Duckett
- John Fingley
- John Hewitt
- John Hambley
- John Hogg
- John Ingram
- John Lockwood
- John Lowe
- John Munden
- John Nelson
- John Nutter
- John Pibush
- John Robinson
- John Sandys
- John Shert
- John Slade
- John Sugar
- John Thules
- Joseph Lambton
- Laurence Richardson
- Mark Barkworth
- Matthieu Flathers
- Miles Gerard
- Montford Scott
- Nicholas Garlick
- Nicolas Postgate
- Nicolas Woodfen
- Peter Snow
- Ralph Crockett
- Richard Hill
- Richard Holiday
- Richard Kirkman
- Richard Newport
- Richard Sergeant
- Richard Simpson
- Richard Thirkeld
- George Nichols
- Robert Anderton
- Robert Dalby
- Robert Dibdale
- Robert Drury
- Robert Johnson (en)
- Robert Leigh
- Robert Ludlam
- Robert Morton
- Robert Nutter
- Robert Sutton
- Robert Thorpe
- Robert Wilcox
- Roger Cadwallador
- Roger Dicconson
- Roger Filcock
- Stephen Rowsham
- Thomas Aufield
- Thomas Atkinson
- Thomas Belson
- Thomas Cottam
- Thomas Felton
- Thomas Ford
- Thomas Maxfield
- Thomas Palaser
- Thomas Pilchard
- Thomas Pormort
- Thomas Reynolds
- Thomas Sherwood
- Thomas Somers
- Thomas Sprott
- Thomas Tichborne
- Thomas Thwing
- Thomas Tunstall
- Thurstan Hunt
- William Andleby
- William Davies
- William Dean
- William Filby
- William Freeman
- William Gunter
- William Harrington
- William Hart
- William Hartley
- William Lacey
- William Marsden
- William Patenson
- William Southerne
- William Spenser
- Richard Sergeant
- William Ward (en)
- William Way

### Les canonisés
- Alban Bartholomew Roe
- Alexandre Briant
- Ambroise Barlow
- Cuthbert Mayne
- Edmond Arrowsmith
- Edmond Campion
- Edmond Gennings
- Eustace White
- Henry Morse
- Henry Walpole
- Jean Almond
- Jean Boste
- Jean Kemble
- Jean Payne
- Jean Southworth
- Jean Wall
- Luc Kirby
- Polydore Plasden
- Ralph Sherwin
- Robert Southwell